# Меккесгайм
Меккесгайм (нім. Meckesheim) — громада в Німеччині, знаходиться в землі Баден-Вюртемберг. Підпорядковується адміністративному округу Карлсруе. Входить до складу району Рейн-Неккар.
Площа — 16,33 км2. Населення становить 5172 ос. (станом на 31 грудня 2020).